# Malzy
Malzy est une commune française située dans le département de l'Aisne, en région Hauts-de-France.

### Localisation

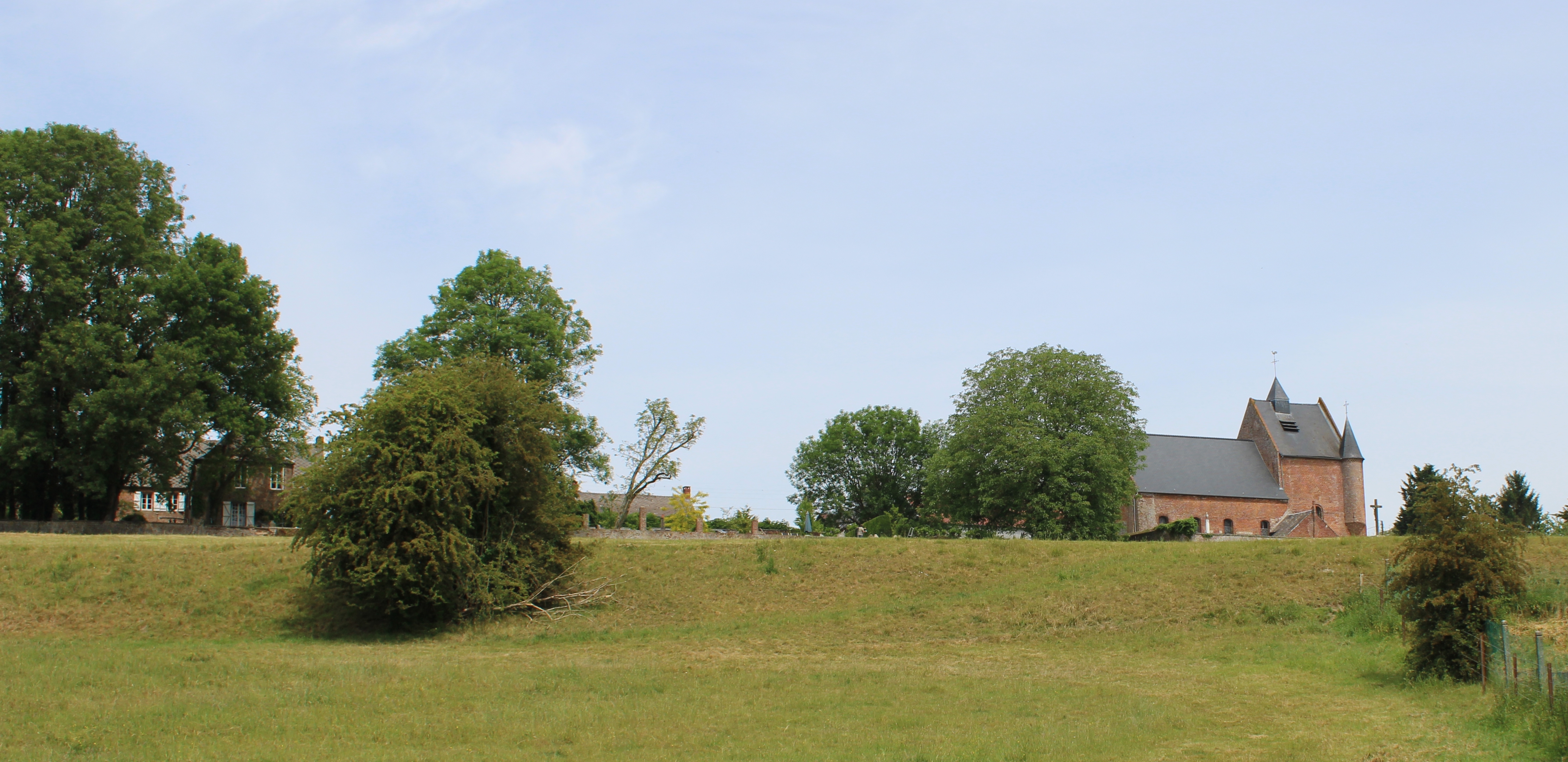
Panorama du village et de son église depuis l'Étang des Sources.

## Géographie

### Hydrographie
La commune est située dans le bassin Seine-Normandie. Elle est drainée par l'Oise, le ruisseau du Brule, le cours d'eau 01 de la commune de Malzy, le fossé 02 de la commune de Malzy et le ruisseau des Oiselets,,.
L'Oise prend sa source en Belgique, à 309 mètres d'altitude, dans l'ancienne commune de Forges et se jette dans la Seine à 20 mètres d'altitude, au Pointil en rive droite et en aval du centre de Conflans-Sainte-Honorine dans le département des Yvelines. D'une longueur 341 kilomètres, elle est presque entièrement navigable et bordée de canaux sur 104 kilomètres. Les caractéristiques hydrologiques de l'Oise sont données par la station hydrologique située sur la commune de Flavigny-le-Grand-et-Beaurain. Le débit moyen mensuel est de 11,2 m3/s. Le débit moyen journalier maximum est de 201 m3/s, atteint lors de la crue du 16 juillet 2021. Le débit instantané maximal est quant à lui de 218 m3/s, atteint le 15 juillet 2021.

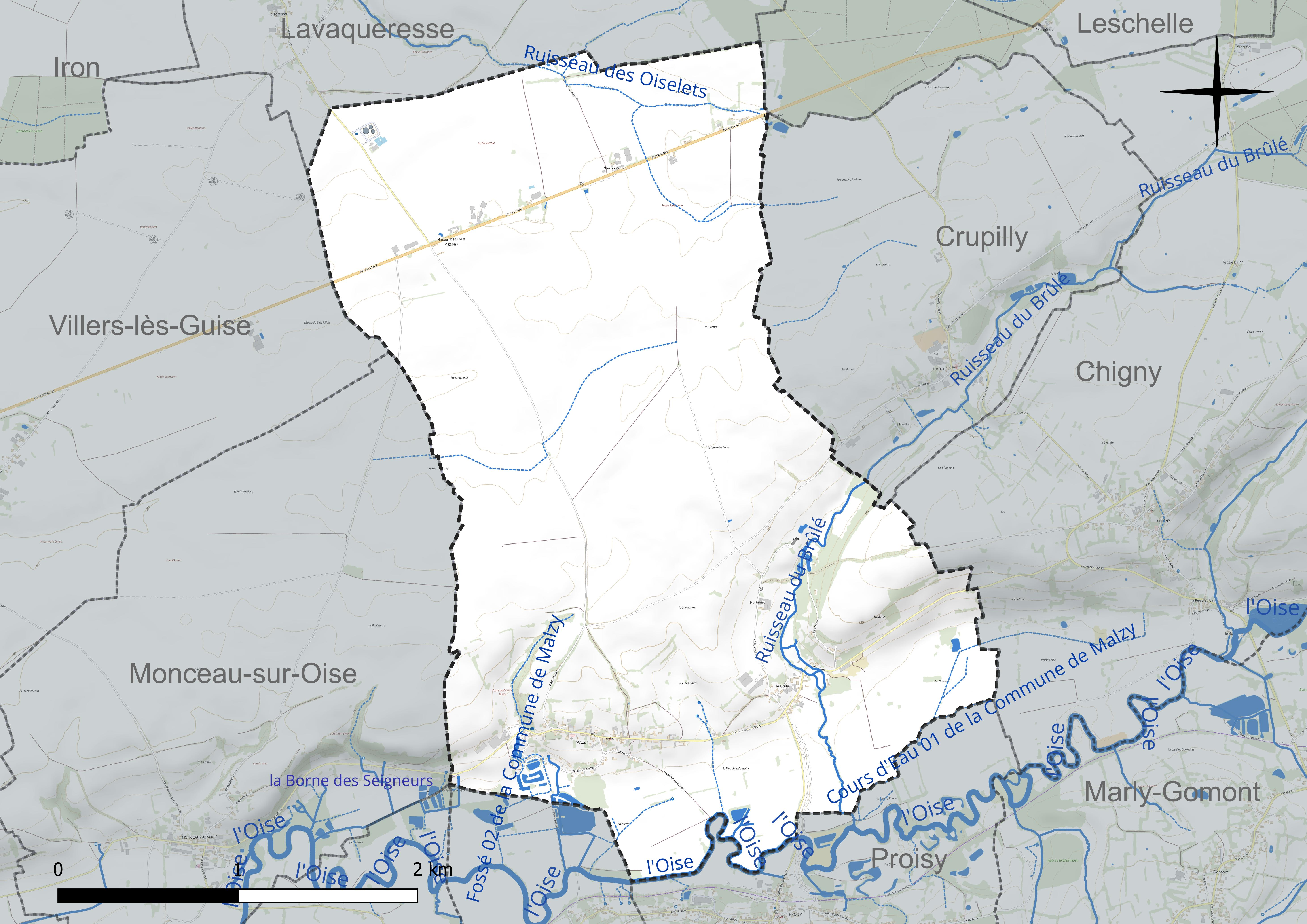
Réseau hydrographique de Malzy.

### Climat
Pour des articles plus généraux, voir Climat des Hauts-de-France et Climat de l'Aisne.
En 2010, le climat de la commune est de type climat océanique dégradé des plaines du Centre et du Nord, selon une étude du CNRS s'appuyant sur une série de données couvrant la période 1971-2000. En 2020, Météo-France publie une typologie des climats de la France métropolitaine dans laquelle la commune est exposée à un climat océanique altéré et est dans la région climatique Nord-est du bassin Parisien, caractérisée par un ensoleillement médiocre, une pluviométrie moyenne régulièrement répartie au cours de l'année et un hiver froid (3 °C).
Pour la période 1971-2000, la température annuelle moyenne est de 10 °C, avec une amplitude thermique annuelle de 15 °C. Le cumul annuel moyen de précipitations est de 816 mm, avec 12,9 jours de précipitations en janvier et 9,3 jours en juillet. Pour la période 1991-2020, la température moyenne annuelle observée sur la station météorologique la plus proche, située sur la commune de Fontaine-lès-Vervins à 14 km à vol d'oiseau, est de 10,5 °C et le cumul annuel moyen de précipitations est de 826,3 mm,. Pour l'avenir, les paramètres climatiques de la commune estimés pour 2050 selon différents scénarios d'émission de gaz à effet de serre sont consultables sur un site dédié publié par Météo-France en novembre 2022.

## Urbanisme

### Typologie
Au 1er janvier 2024, Malzy est catégorisée commune rurale à habitat dispersé, selon la nouvelle grille communale de densité à 7 niveaux définie par l'Insee en 2022.
Elle est située hors unité urbaine. Par ailleurs la commune fait partie de l'aire d'attraction de Guise, dont elle est une commune de la couronne,. Cette aire, qui regroupe 21 communes, est catégorisée dans les aires de moins de 50 000 habitants,.

### Occupation des sols
L'occupation des sols de la commune, telle qu'elle ressort de la base de données européenne d'occupation biophysique des sols Corine Land Cover (CLC), est marquée par l'importance des territoires agricoles (95,5 % en 2018), une proportion identique à celle de 1990 (95,5 %). La répartition détaillée en 2018 est la suivante : 
terres arables (64,8 %), prairies (28,9 %), zones urbanisées (4,5 %), zones agricoles hétérogènes (1,8 %).
L'évolution de l'occupation des sols de la commune et de ses infrastructures peut être observée sur les différentes représentations cartographiques du territoire : la carte de Cassini (XVIIIe siècle), la carte d'état-major (1820-1866) et les cartes ou photos aériennes de l'IGN pour la période actuelle (1950 à aujourd'hui).

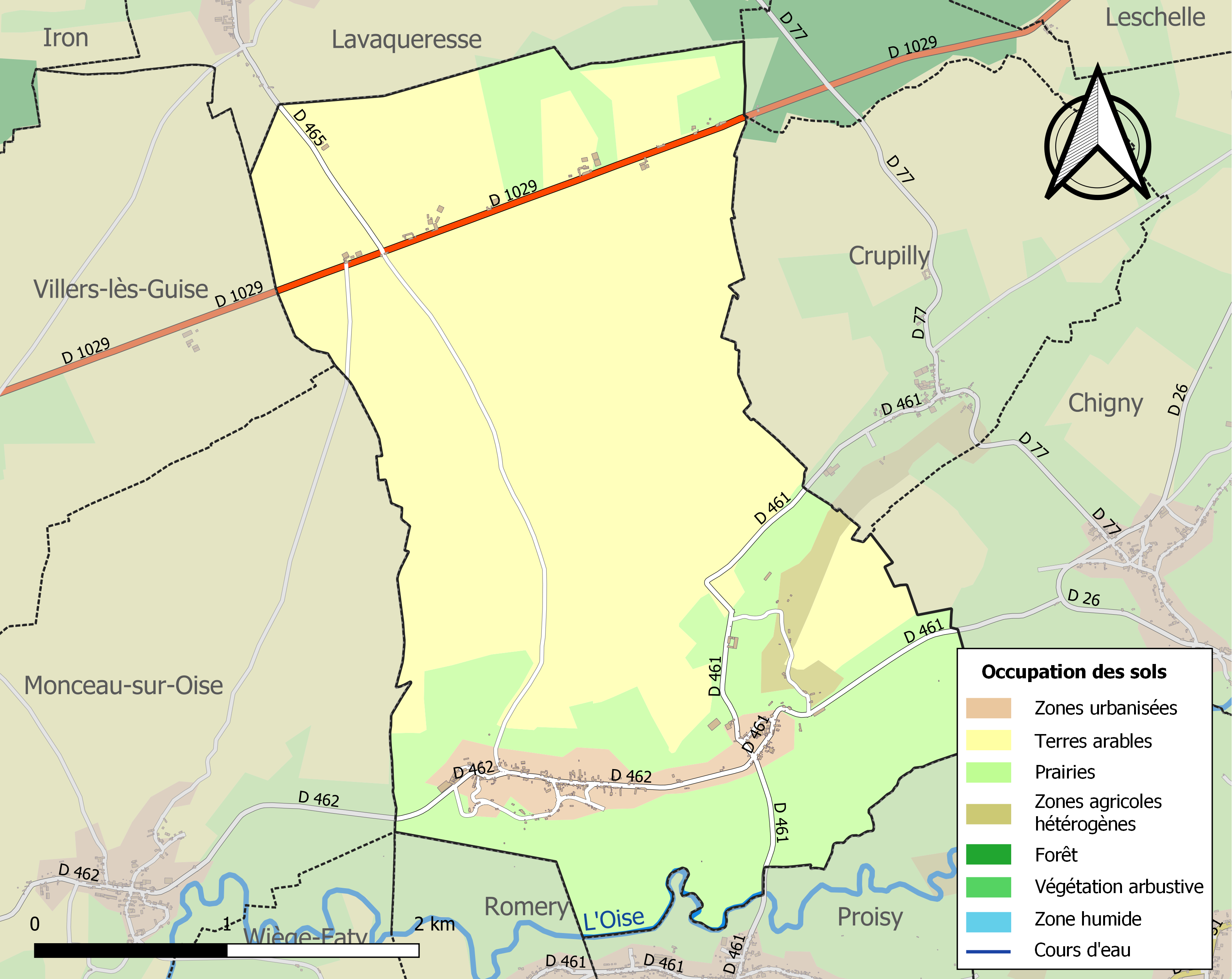
Carte de l'occupation des sols de la commune en 2018 (CLC).

## Toponymie
Le village apparaît pour la première fois en 1270 sous l'appellation de Malisis dans un cartulaire de l'abbaye de Fervaques. L'orthographe variera ensuite de nombreuses fois en fonction des différents transcripteurs : Malesis, Malzis, Malezis, Malesis-les-Guise-en-Theraisse, Maleziz, Mallesis, Malsis, Malzi, puis l'orthographe actuelleMalzy au XVIIIe siècle sur la carte de Cassini.

## Histoire
|  |  | g |

Malziacus en 1060. L'origine semble provenir du nom de son fondateur à l'époque romaine.

Les terres de Malzy étaient réparties en quatre seigneuries : Malzy, Brandouzy, Ribeauville et les terres des Dames chanoinesses de Maubeuge.

Les églises fortifiées de Thiérache 

Lors de la Guerre franco-espagnole de 1635 à 1659, les villages de la région furent constamment ravagés aussi bien par les troupes françaises qu'étrangères. C'est à cette époque que les villages de Thiérache, comme Malzy, transforment leur clocher en forteresse pour permettre aux habitants de s'y réfugier an cas d'attaque.

La carte de Cassini ci-contre montre qu'au milieu du XVIIIe siècle Malzy est une paroisse située sur la rive droite de l'Oise. Au nord-est est représenté le hameau du Brûle et son moulin à eau implanté sur le ruisseau éponyme. Ce hameau a eu diverses appellations : Bruisle en 1266, le Bruylle, le Bruyle, Bruille, Bruslle .

Non loin est figuré le château de Brandouzy dont le nom apparaît pour la première fois en 1483. Cette châtellenie relevait autrefois de la vicomté de Vadencourt.

Première Guerre mondiale

Le 28 août 1914, soit moins d'un mois après la déclaration de la guerre, le village est occupé par les troupes allemandes après la défaite de l'armée française lors de la bataille de Guise. Pendant toute la guerre, le village restera loin du front qui se stabilisera à environ 150 km à l'ouest aux alentours de Péronne. Les habitants vivront sous le joug des Allemands : réquisitions de logements, de matériel, de nourriture, travaux forcés. le village est libéré en deux jours par le 115e bataillon de chasseurs à pied ; Malzy le 5 et Le Brûlé le 6 novembre.
Sur le monument aux morts sont écrits les noms des 14 soldats du village morts pour la France au cours de la guerre 1914-1918.

## Politique et administration

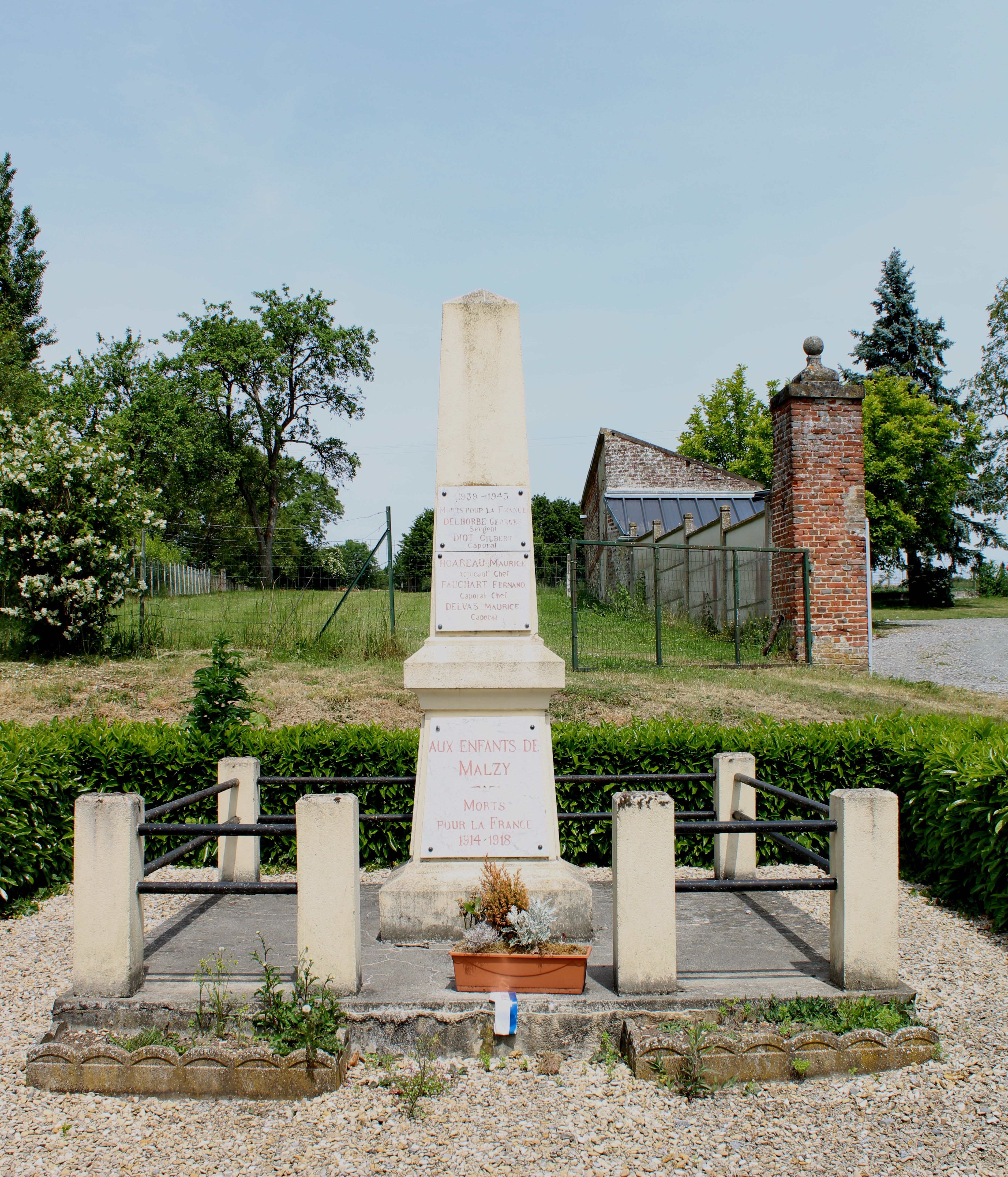
Le monument aux morts.

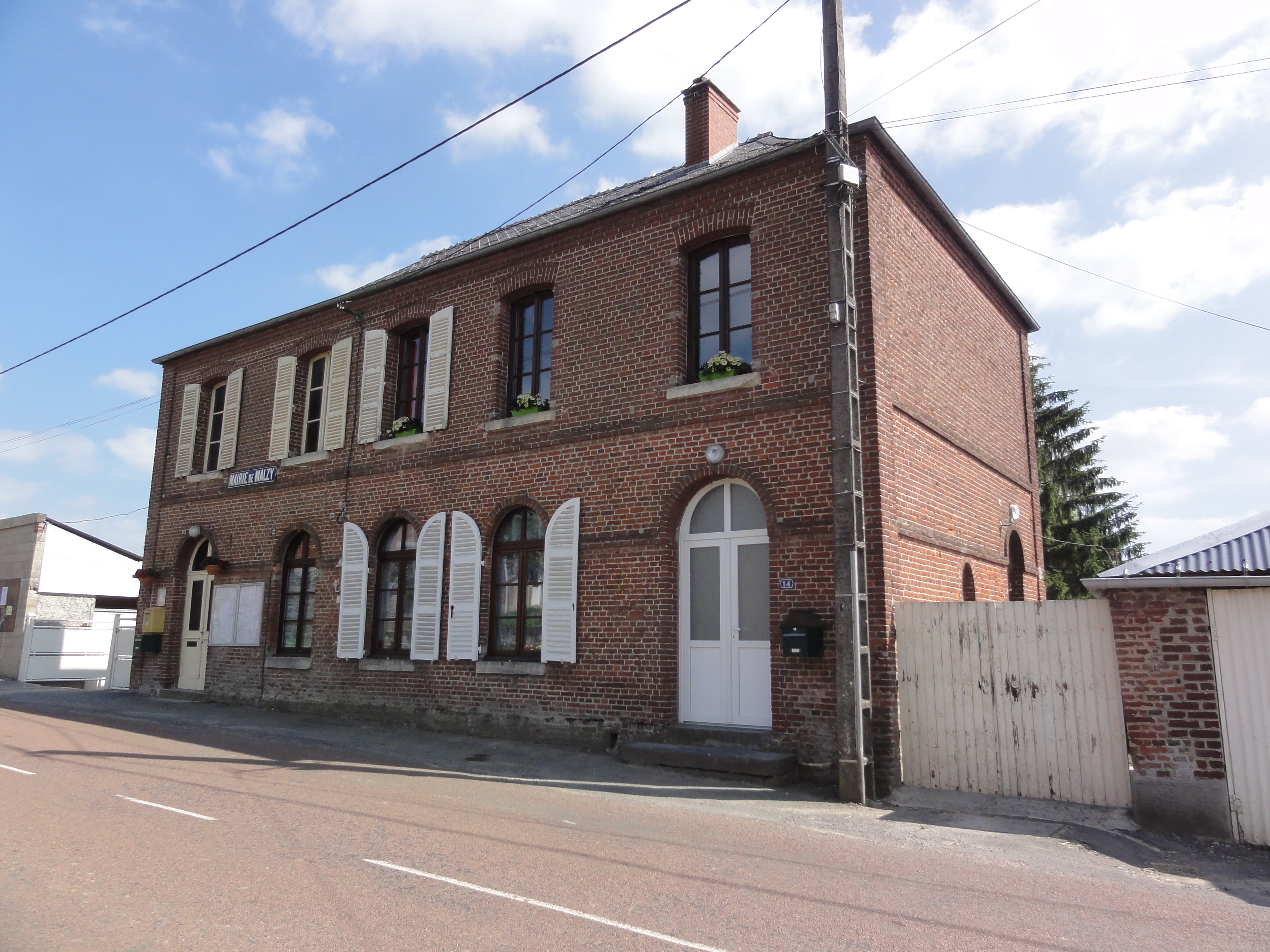
La mairie.

### Découpage territorial
La commune de Malzy est membre de la communauté de communes Thiérache Sambre et Oise, un établissement public de coopération intercommunale (EPCI) à fiscalité propre créé le 1er janvier 2017 dont le siège est à Guise. Ce dernier est par ailleurs membre d'autres groupements intercommunaux.
Sur le plan administratif, elle est rattachée à l'arrondissement de Vervins, au département de l'Aisne et à la région Hauts-de-France. Sur le plan électoral, elle dépend du  canton de Guise pour l'élection des conseillers départementaux, depuis le redécoupage cantonal de 2014 entré en vigueur en 2015, et de la troisième circonscription de l'Aisne  pour les élections législatives, depuis le dernier découpage électoral de 2010.

### Administration municipale
| Période                                  | Période                       | Identité        | Étiquette | Qualité                                    |
| ---------------------------------------- | ----------------------------- | --------------- | --------- | ------------------------------------------ |
| Les données manquantes sont à compléter. |                               |                 |           |                                            |
| mars 2001                                | mars 2008                     | Alphonse Faroux |           |                                            |
| mars 2008                                | En cours (au 13 juillet 2020) | Bernard Valliet | DVD       | Agriculteur Réélu pour le mandat 2020-2026 |

## Démographie
L'évolution du nombre d'habitants est connue à travers les recensements de la population effectués dans la commune depuis 1793. Pour les communes de moins de 10 000 habitants, une enquête de recensement portant sur toute la population est réalisée tous les cinq ans, les populations de référence des années intermédiaires étant quant à elles estimées par interpolation ou extrapolation. Pour la commune, le premier recensement exhaustif entrant dans le cadre du nouveau dispositif a été réalisé en 2006.

En 2022, la commune comptait 181 habitants, en évolution de −10,4 % par rapport à 2016 (Aisne : −1,97 %, France hors Mayotte : +2,11 %).
| 1793 | 1800 | 1806 | 1821 | 1831 | 1836 | 1841 | 1846 | 1851 |
| ---- | ---- | ---- | ---- | ---- | ---- | ---- | ---- | ---- |
| 501  | 531  | 476  | 517  | 607  | 611  | 611  | 628  | 627  |

| 1856 | 1861 | 1866 | 1872 | 1876 | 1881 | 1886 | 1891 | 1896 |
| ---- | ---- | ---- | ---- | ---- | ---- | ---- | ---- | ---- |
| 596  | 604  | 571  | 537  | 502  | 419  | 475  | 451  | 450  |

| 1901 | 1906 | 1911 | 1921 | 1926 | 1931 | 1936 | 1946 | 1954 |
| ---- | ---- | ---- | ---- | ---- | ---- | ---- | ---- | ---- |
| 433  | 443  | 402  | 403  | 390  | 373  | 331  | 288  | 297  |

| 1962 | 1968 | 1975 | 1982 | 1990 | 1999 | 2006 | 2011 | 2016 |
| ---- | ---- | ---- | ---- | ---- | ---- | ---- | ---- | ---- |
| 258  | 244  | 226  | 199  | 195  | 181  | 202  | 189  | 202  |

| 2021 | 2022 | - | - | - | - | - | - | - |
| ---- | ---- | - | - | - | - | - | - | - |
| 189  | 181  | - | - | - | - | - | - | - |

## Lieux et monuments
- Église Sainte-Aldegonde.
- Oratoire Notre-Dame-des-Champs : la piété locale a associé une grotte de Lourdes en silex, au souvenir des morts des deux guerres. Elle est surmontée d'un christ en croix, réédifié après 1918, et de deux bustes en ciment (un poilu et Jeanne d'Arc), bénis en septembre 1924[31].
- Réservoir : offert par Pierre Larue en 1896. Malzy devint le premier village à recevoir l'eau courante au robinet de chaque maison, et sur les différentes fontaines placées dans les rues.

### Galerie

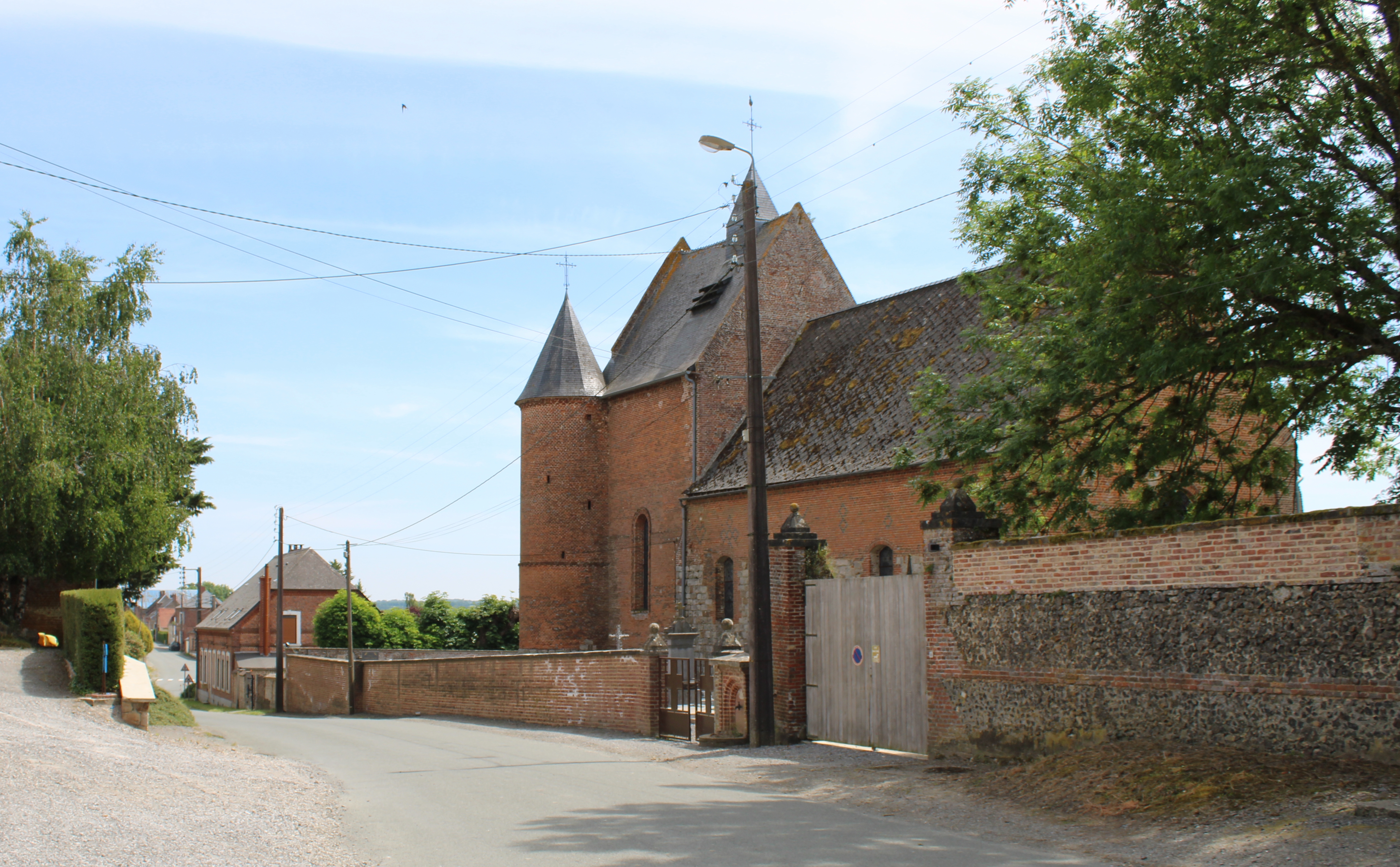
La rue de Général-de-Gaulle et l'église.
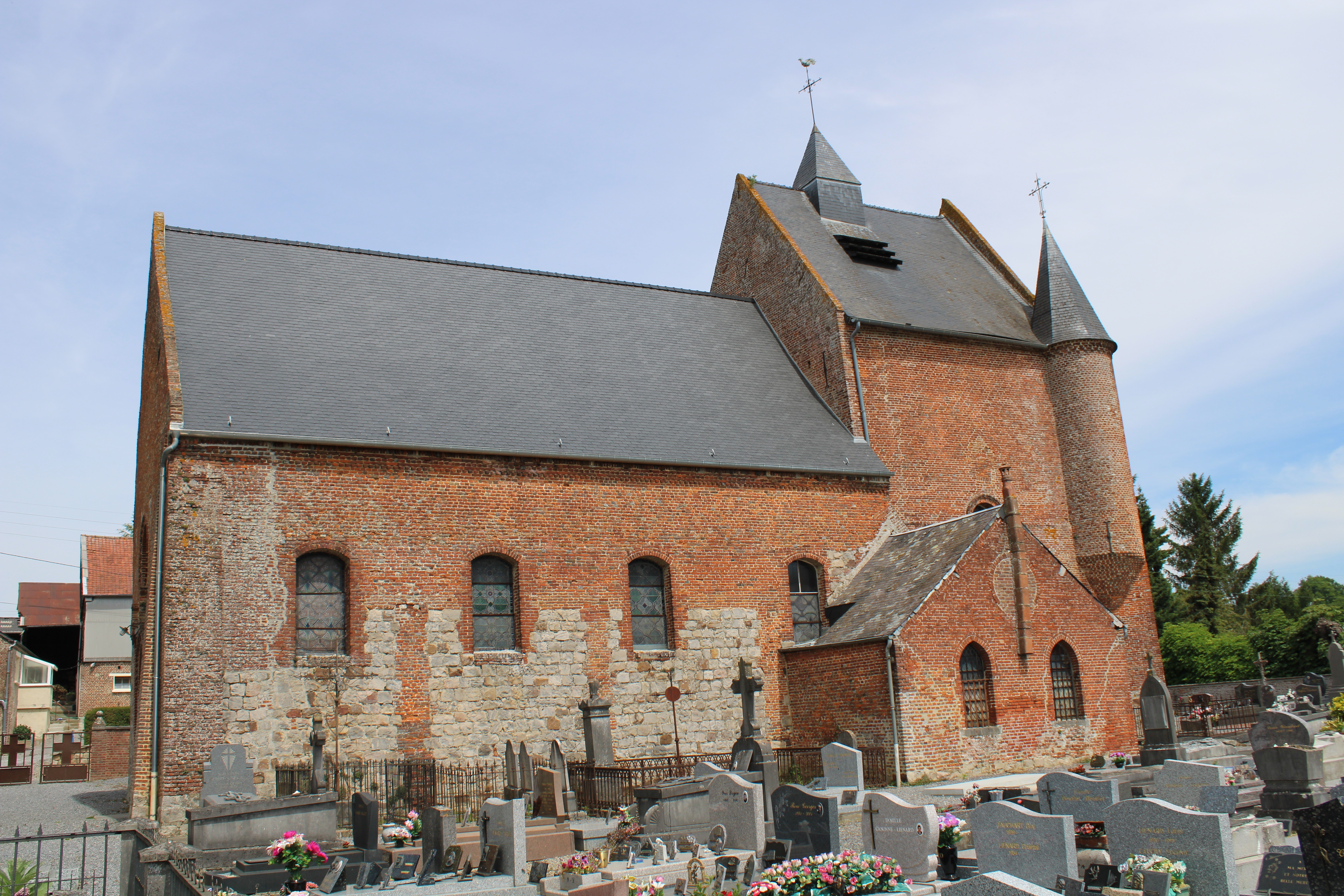
L'église fortifiée Sainte-Aldegonde.
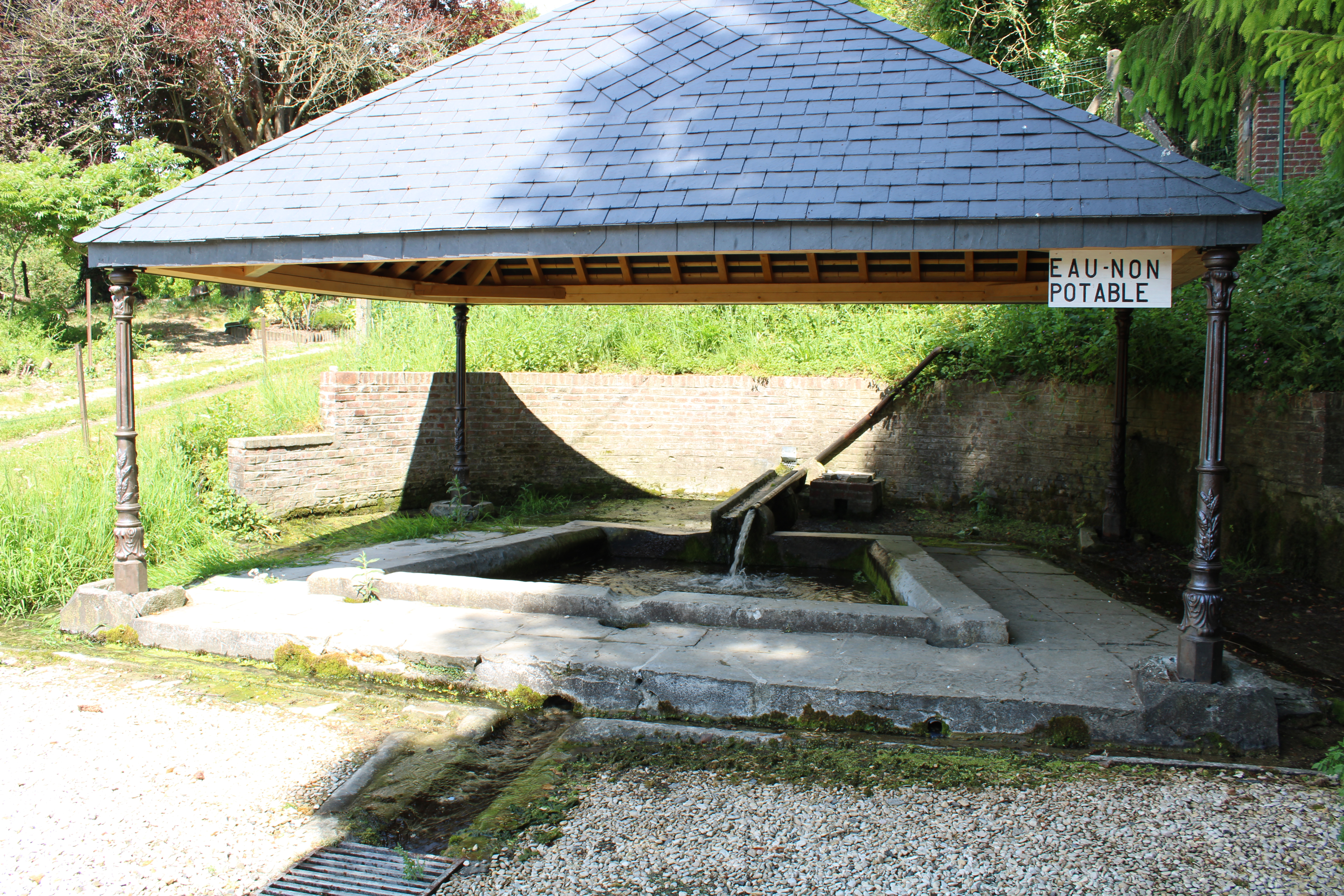
Le lavoir.
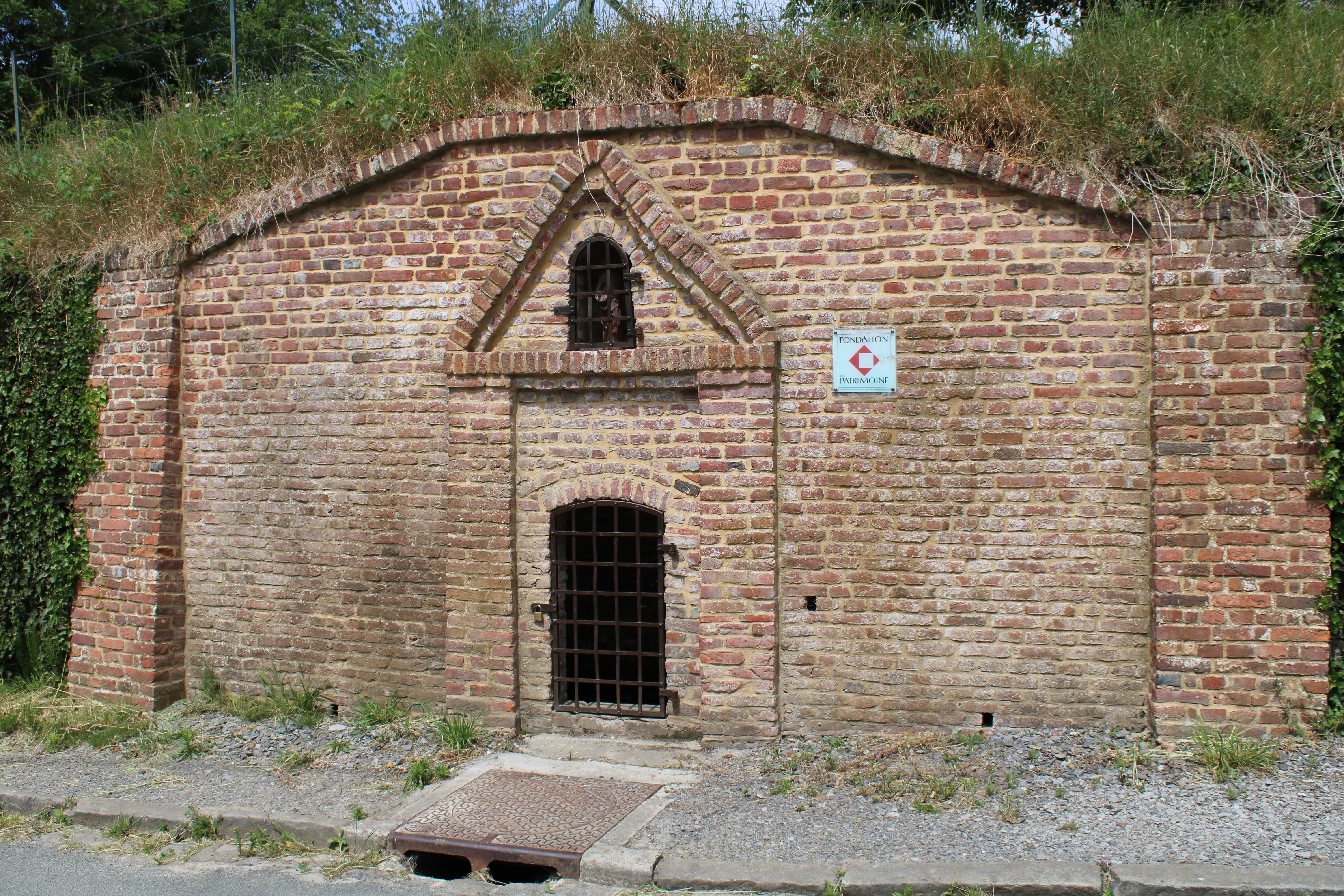
Le réservoir.
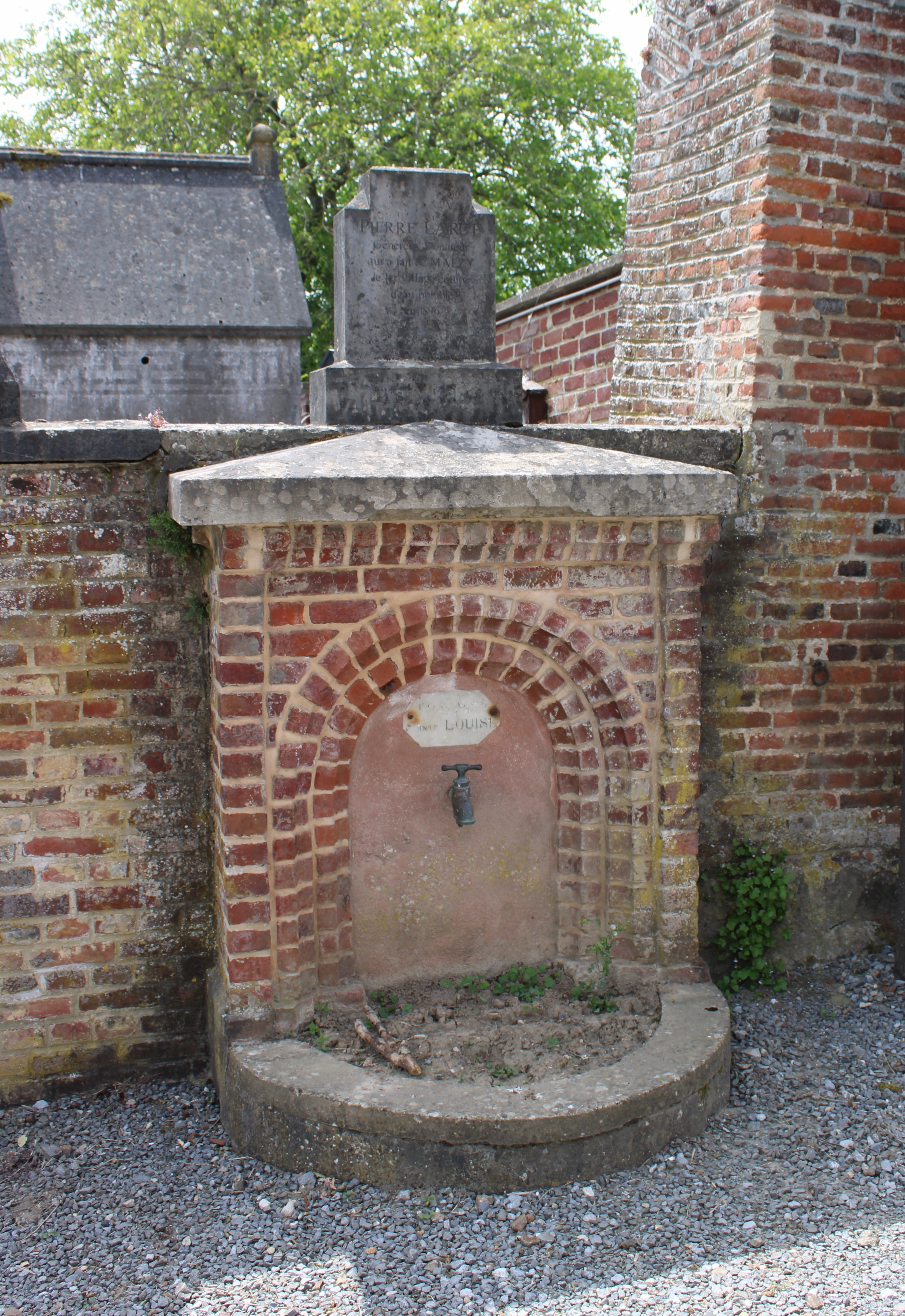
Fontaine-hommage de Pierre Larue, bienfaiteur du village.
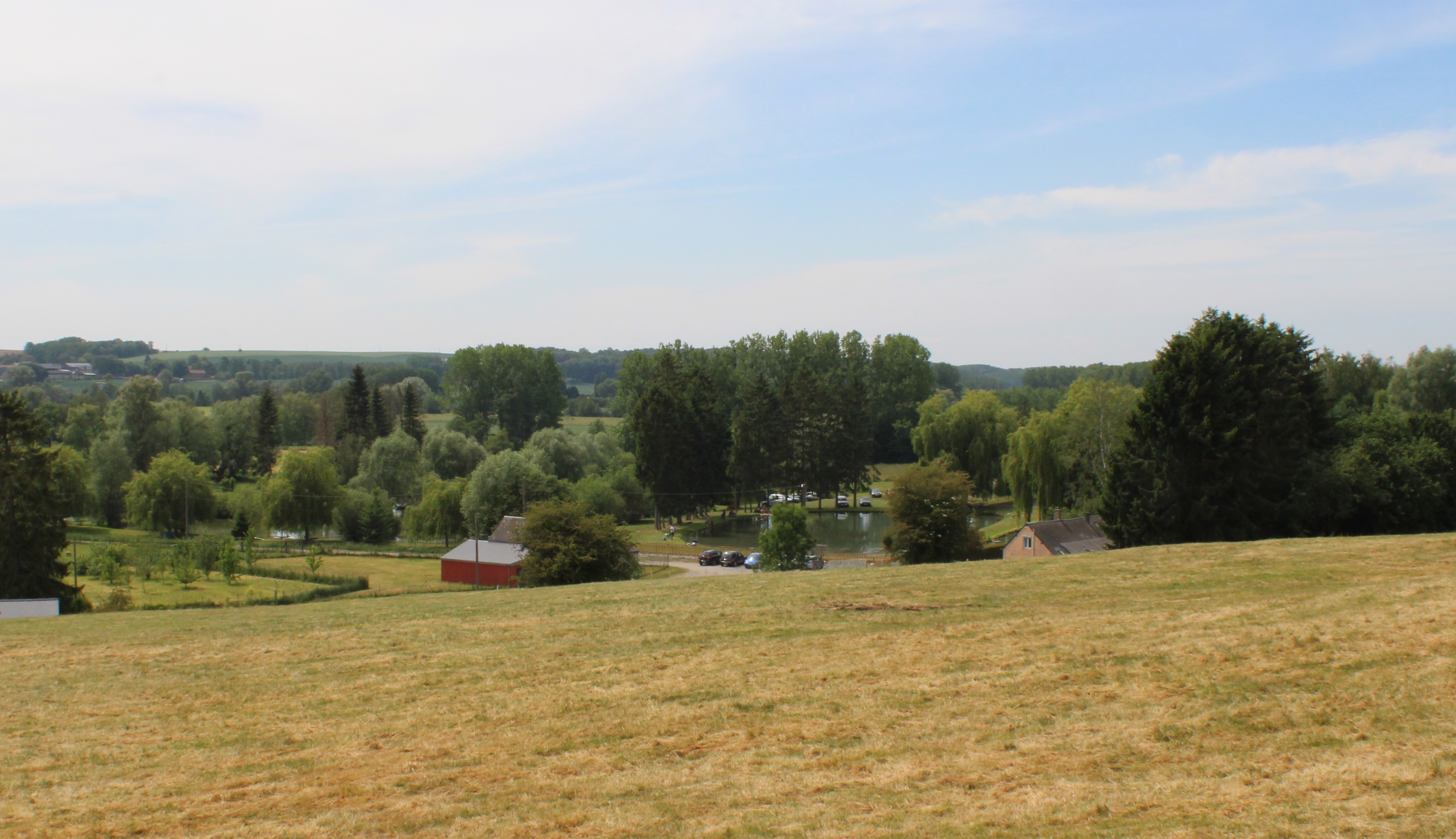
Vue de l'Étang des Sources depuis les hauteurs de l'église.

## Personnalités liées à la commune
- Jean Louis de Viefville des Essarts, président du conseil général, député et sénateur de l'Aisne. Cousin germain de la mère de Camille Desmoulins.
- Camille Devin : opérateur et collaborateur de Nadar, le génie de la photographie aérienne.
- Sainte Aldegonde : native de Coulsore (59), elle vint prendre possession des terres de Malzy léguées à son couvent de Maubeuge (dont elle est la fondatrice de la ville). Elle perdit une chaussure en voulant traverser l'Oise à pied. Cette chaussure fut installée dans un reliquaire, et tomba en poussière lors d'une récente ouverture.